# Сушки (Черкасская область)
Сушки (укр. Сушки) — село в Золотоношском районе Черкасской области Украины.
Почтовый индекс — 19024. Телефонный код — 4736.

## География
Сушки находится возле Днепра, места впадения его Ореховка.

## История
Село возникло в козацкие времена. Согласно с универсалом польского короля Стефана Батория от 1578 года реестровые козаки получили земли по Днепру. Так, первым поселенцем на этих землях был козак Сушко. По другой версии, название села происходит от места сушения рыбаками рыбы на берегу Днепра. Село входило в состав Бубновской (Богушковской) сотни. После Переяславской рады 1654 года Сушки вошли в состав Гетьманщины в составе Каневского полка.

## Население
Население по переписи 2001 года составляло 818 человек.

### Языковой состав
Родной язык населения по данным переписи 2001 года:
| Язык       | Численность, чел. | Доля     |
| ---------- | ----------------- | -------- |
| Украинский | 781               | 95,48 %  |
| Русский    | 34                | 4,16 %   |
| Другое     | 3                 | 0,36 %   |
| Итого      | 818               | 100,00 % |

## Современность
На сегодняшний день в селе работают дом культуры, фельдшерско-акушерский пункт, церковь и несколько магазинов. На территории села Действуют ХПП «Гладківщанське» и сельскохозяйственное предприятие «Богатир».

## Местный совет
19023, Черкасская обл., Черкасский р-н, с. Прохоровка

## Известные уроженцы
- Моторный, Андрей Данилович (1891—1964) — советский геодезист

## Галерея

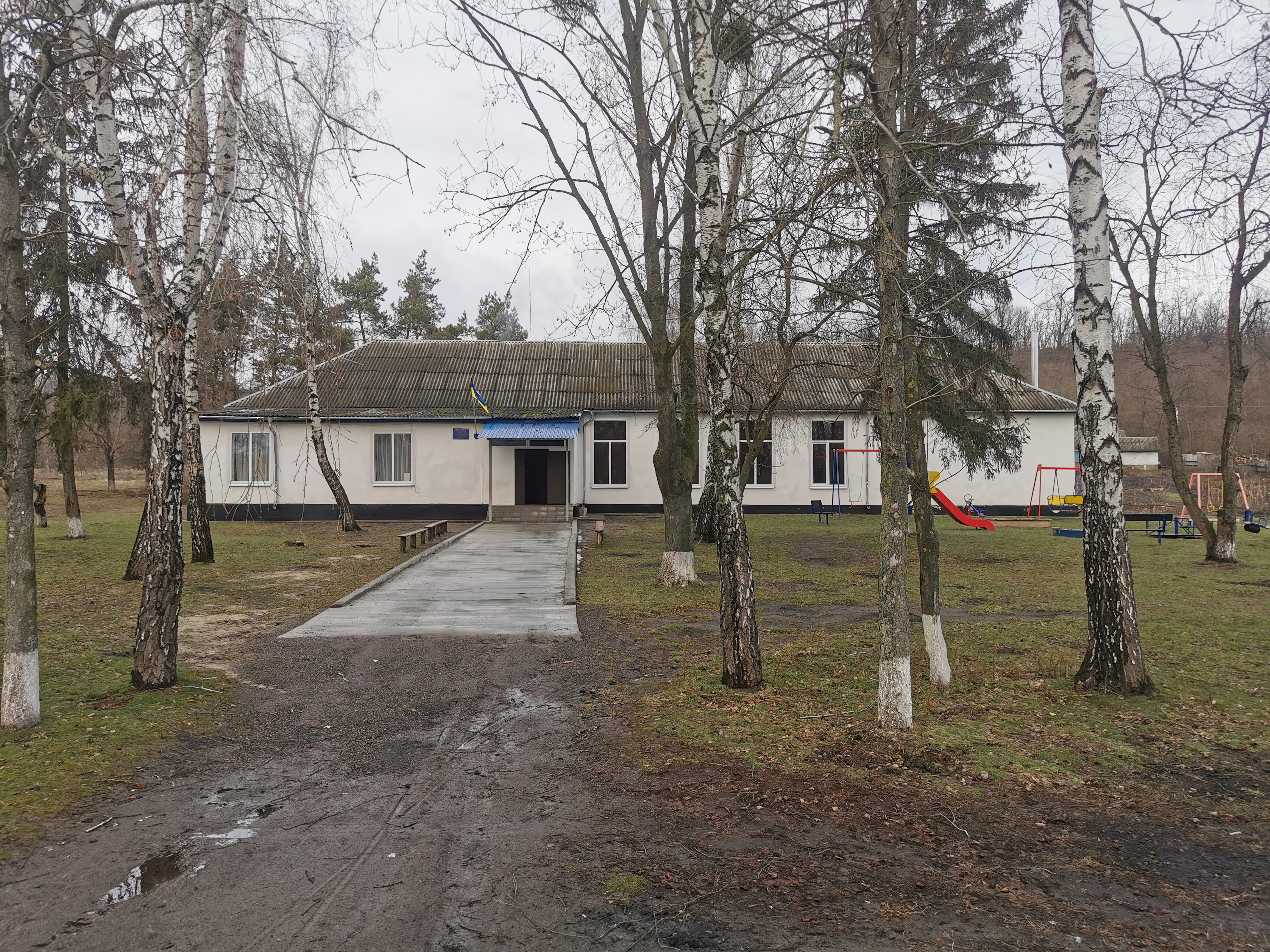
Дом культуры в селе
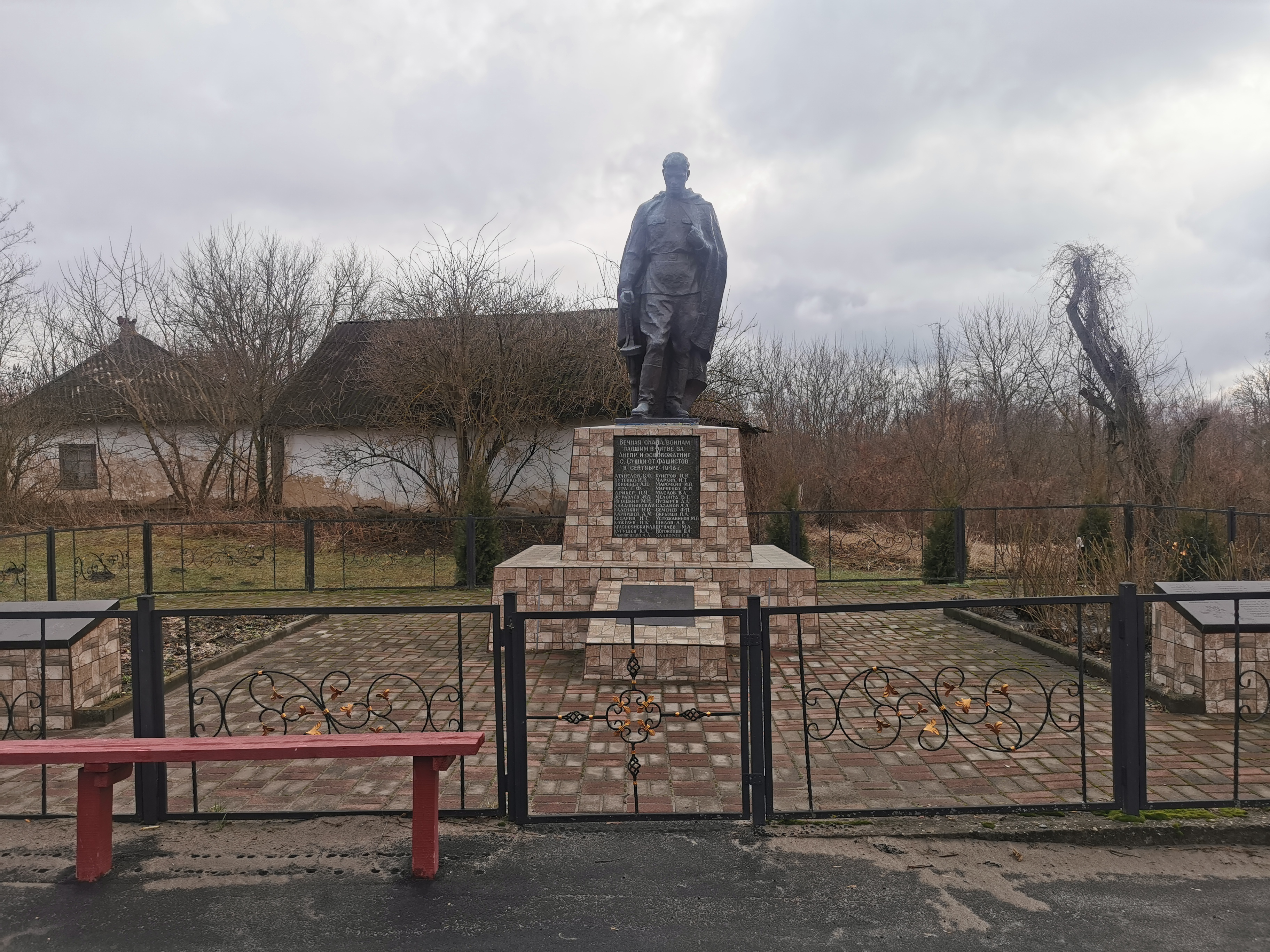
Памятник погибшим в Великой Отечественной войне